# Gamertinger Urkunden
Die Gamertinger Urkunden (auch: Gamertinger oder Gammertinger Verträge) von 1137/1139 regeln den Übergabe des gesamten Besitzes der Gammertinger an die Bischofskirche von Chur. Es sind die ältesten Urkunden, welche die Oberengadiner Orte und Kirchen namentlich erwähnen.

## Geschichtlicher Kontext

### Das Oberengadin im Früh- und Hochmittelalter
Unter Karl dem Grossen wurde Churrätien wieder straffer in das politische Gefüge des Frankenreichs einbezogen. Durch die Eroberung des Langobardenreichs (773/774) und dessen Eingliederung in das Karolingerreich gewann Churrätien als Passland an strategischer Bedeutung. 806 trennte Karl der Grosse Churrätien in die Provinzen Ober- und Unterrätien, das Engadin wurde Teil von Oberrätien. Um 806 trennte Karl der Grosse das höchste weltliche Amt des Landes vom kirchlichen Leitungsamt, indem er für ersteres einen Grafen einsetzte (Grafschaftsverfassung). Erster rätischer Graf war Hunfried I. Die gesamte Vermögensmasse, welche bislang in der Verfügungsgewalt des rector-episcopus von Churrätien gestanden hatte, wurde dreigeteilt: Einen bedeutenden Teil der Güter beanspruchte der König (Königsgut), ein weiterer Teil diente der Ausstattung des Grafen mit Amtsgut, das dieser als Lehen erhielt, der Rest verblieb als Kirchen- bzw. Bischofsgut in den Händen der Churer Bischöfe. Diese diviso inter episcopatum et comitatum von 806 beraubte den Bischof seiner herrschaftlichen Rechte und beschnitt sein wirtschaftliches Potenzial erheblich.
Im Vertrag von Verdun 843 wurde Churrätien dem Ostfränkischen Reich zugeschlagen; 917 wurde es Teil des Herzogtums Schwaben. Die Rolle Churrätiens in der Reichspolitik beruhte auf der Bedeutung der Bündner Pässe für die Italienpolitik der deutschen Könige. Otto I. und Otto III. waren nicht zufällig Förderer des Bistums Chur, benutzten sie doch die Bündner Pässe häufiger als nachfolgende Könige. Ab der Zeit um 950 entstanden Voraussetzungen für die Ausdehnung der Bischofsherrschaft und die Entstehung der auf Reichsgut und bischöflichen Lehen gestützten Adelsherrschaften des 10./11. Jahrhunderts. Mit dem Aussterben der Grafen von Buchhorn um 1080 erlosch die Grafschaft Oberrätien. Dies schränkte den Interventionsspielraum des Kaisers im Raum der Bündner Pässe ein, und das zu einer Zeit, als die Alpenübergänge wegen des Investiturstreites zwischen Kaiser und Papst an Bedeutung für die Reichspolitik gewannen. 1092 ging die Grafschaft Oberrätien von den Grafen von Buchhorn an die (entfernter Verwandten) Grafen von Bregenz über.
Das Oberengadin war im Hochmittelalter ein überaus reiches Tal. Aufgrund der besonderen klimatischen Bedingungen war hier bis in Lagen um 1700 m Getreidebau möglich.

### Das Bistum Chur um 1100
Als gegen Ende des 11. Jahrhunderts die Grafen von Oberrätien ausstarben, war der Bischof von Chur wieder anerkannter Herr des Landes (und damit auch des Engadins). Am 29. April 1123 empfing Konrad I. von Biberegg in Mainz die Bischofsweihe und wurde daraufhin auf den bischöflichen Stuhl von Chur erhoben. Den Hoftag vom November 1125 in Regensburg nutzte er zur Etablierung seiner Person und Stellung als Bischof an der Nord-Süd-Achse im Alpenraum. Auf seine Vermittlung hin erhielten die Benediktinerklöster Pfäfers und Disentis von König Lothar III. den Status von Reichsabteien. Im November 1133 gehörte Bischof Konrad I. zum Gefolge der Gratulanten, welche in Basel dem neu gekrönten König die Ehre erwiesen und daselbst einen Hoftag hielten. 1137/1139 kam es auf dem Territorium des Bistums Chur zu einer wichtigen Veränderung bzgl. Güter und Besitzverhältnisse: Die Grafen von Gamertingen verkauften ihre Herrschaft im Oberengadin (von S-chanf bis Silvaplana bzw. vom Albula- und Julierpass bis zur Wasserscheide des Berninapasses) für 1000 Mark Silber und 60 Unzen reinen Goldes an den Bischof von Chur. Durch diesen Verkauf verfügte das Hochstift Chur neu über das ganze Oberengadin mit den beiden Hauptsiedlungen Zuoz und Samedan samt den entsprechenden Kirchen; so war nicht nur die Aufsicht über die Julierpass-Strasse in der Hand des Bischofs, sondern er hatte neu über den Berninapass freien Zugang ins Puschlav und Veltlin.

### Die Grafen von Gamertingen
Die Grafen von Gamertingen (auch: Gammertinger) waren Grafen des 11. und 12. Jahrhunderts, genannt nach der Stadt Gammertingen in Schwaben. Die Gamertinger gehörten dem Geschlecht der Grafen von Achalm (Adelsgeschlecht) an und waren mit diesen und den Udalrichinger stammesgleich. Die Verwandtschaft der Grafen von Gamertingen mit den Grafen von Bregenz geht zurück auf Adelheit, Gräfin von Dillingen-Kyburg, Tochter des Grafen Hartmann I. von Dillingen († 1121) und der Gräfin Adelheit von Kyburg-Winterthur. Diese ältere Adelheit war die Erbtochter des Grafen von Kyburg-Winterthur († 1053), der ein Enkel des Grafen Uzzo von Bregenz war. Die jüngere Gräfin Adelheit († 1. Dezember 1141 als Nonne im Kloster Zwiefalten) heiratete Ulrich I. von Gamertingen († 18. September 1110).
Da die Grafen von Bregenz die Grafen von Unterrätien waren, haben sie möglicherweise weniger Wert auf die Besitzungen in Oberrätien gelegt. Es ist nicht mit Sicherheit zu entscheiden, ob die Grafen von Gamertingen ihre Oberengadiner Besitzungen von den Grafen von Buchhorn oder durch die Bregenzer Linie von den Grafen von Kyburg-Winterthur geerbt haben. Mit Sicherheit ist – auch aus dem Inhalt der Urkunden – festzustellen, dass die Grafen von Gamertingen im Oberengadin nur Grundbesitzer waren, dass sie also keine Hoheitsrechte über die Talschaft besassen.

## Urkunden
Die drei als Gamertinger Urkunden bezeichneten Verträge von 1137/1139 sind die ältesten erhaltenen Schriftquellen für die Geschichte des Oberengadins. Deshalb hat sich die bündnerische Geschichtsschreibung immer wieder dieser Urkunden und deren Aussagekraft angenommen. Die drei Urkunden sind nicht im Original, sondern nur abschriftlich aus der Mitte des 15. Jahrhunderts erhalten. Wurde die Echtheit der drei Urkunden früher angezweifelt, so gilt diese heute als erwiesen.
Die zweifache Datierung des Vorgangs auf März 1137 und 22. Januar 1139 kennzeichnet den zeitlichen Abstand zwischen Verkaufshandlung und endgültiger Beurkundung der Transaktion durch Eberhard von Sax-Misox (für die Grafen von Gamertingen) und Graf Rudolf von Bregenz (für den Bischof von Chur) und verweist möglicherweise auch auf ein rechtlich kompliziertes Traditionsverfahren.
1. In der ersten Urkunde vom März 1137/22. Januar 1139 verkaufen die Brüder Ulrich und Adalbert von Gammertingen für sich und ihre Mutter Adelheit († 1. Dezember 1141 als Nonne im Kloster Zwiefalten) und mit Zustimmung ihrer Kinder ihre proprietas («Eigentümer») zu Zuoz, Samedan, S-chanf, Campovasto (Chamues-ch), Bever, Madulain sowie Zehntenrechte der Kirchen von Zuoz (Kirche San Luzi Zuoz) und Samedan (San Peter) mit den zugehörigen Eigenleuten (cum omnia familia) und den Nutzungsrechten zu Berg und Tal, auf Alpen und Weiden, von Wald bedeckten und gerodeten Böden, Feldern und Wiesen – begrenzt von Punt Ota, dem Palpuognasee, dem Lago Bianco und dem Silvaplanersee – an den Bischof von Chur. In der Urkunde wird ein gesetzlicher Erbpflichtteil zugunsten der Kinder von einer Quart (einem Viertel) vorbehalten, und zwar das Eigentum in St. Moritz und Pontresina, Güter am Schlatein (Celerina/Schlarigna) und die Kirche zu St. Moritz (St. Mauritius). Der Kaufpreis beträgt 800 Mark Silber und 60 Unzen Gold.
2. In der zweiten Urkunde – ebenfalls vom März 1137/22. Januar 1139 – verkaufen die Brüder Ulrich und Konrad von Gammertingen (Söhne des in der Urkunde Nr. 1 genannten Ulrich) und deren Schwestern Bertha und Adelheid mit Zustimmung ihres Vaters und ihres Oheims Adalbert aus dem von ihnen ererbten Viertel die Güter am Schlatein und zu St. Moritz an den Bischof von Chur, wiederum mit Ausnahme eines Pflichtteils von einem Viertel, der diesmal mit dem verbleibenden Besitz in Pontresina spezifiziert wird. Der Kaufpreis beträgt 200 Mark Silber.
3. In der dritten Urkunde – ebenfalls vom März 1137/22. Januar 1139 – schenken die Brüder Ulrich und Konrad von Gammertingen zu ihrem Seelenheil mit Zustimmung ihres Vaters und ihres Oheims Adalbert den verbleibenden Besitz zu Pontresina an die Kirche von Chur.
In Summe gingen die Besitzungen der Grafen von Gamertingen in Oberengadin durch den Verkauf und die Schenkung von 1137/1139 zum Preis von 1000 Mark Silber und 60 Unzen Gold in den Besitz der Bischofskirche in Chur über.

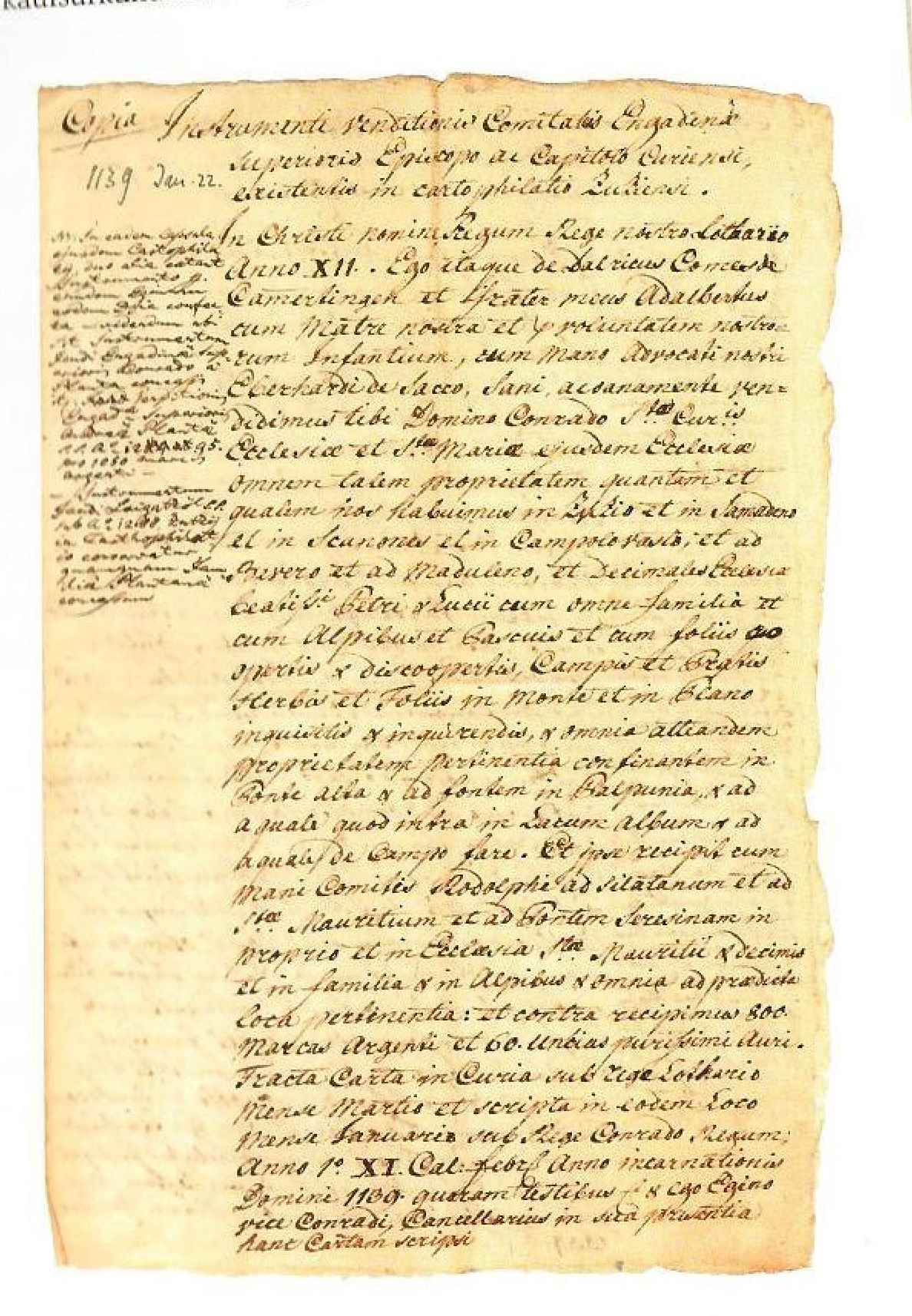
Gamertinger Urkunde vom 22. Januar 1139 in einer Abschrift aus dem 18. Jahrhundert

## Verschiedenes und offene Fragen
Wie hat die Bischofskirche von Chur 1139 die Kaufsumme aufgebracht? Nach Annemarie Schwarzenbach erhob der Bischof die ganze Kaufsumme von 1050 Mark Silber bei Andreas Planta von Zuoz und verpfändete ihm dafür die eben von den Gamertingern gemachten Erwerbungen. Im Vertrag vom 18. März 1295 seien diese Güter wieder ausgelöst worden. Die Urkunde vom 18. März 1295 ist in der überlieferten Form eine Fälschung aus dem 15. Jahrhundert. Damit wird auch die aus dieser Urkunde abgeleitete Annahme hinfällig, die Planta hätten 1139 Bischof Konrad I. die Kaufsumme zu den Gamertinger Verträgen vorgeschossen.
Aus dem Urbar des Domkapitels Chur aus der Mitte des 12. Jahrhunderts – also bald nach dem Verkauf der Gamertinger Güter – geht hervor, dass die Gamertinger im Engadin auch über höhergelegene Bergweiden (cum alpibus et pascius) verfügten und einen Lämmerzehnten bezogen. Es heisst dort: «Den Lämmerzehnten von Zuoz und Samedan und von der ganzen Gruppe der Hörigen, den Bischof Konrad von Gamertingen gekauft hat, bezieht das Domkapitel.»
Es wird gemutmasst, dass die Veräusserung der Gamertinger ihres Besitzes im Oberengadin mit dem Eintritt vieler (aber wohl nicht aller) Gamertinger ins Kloster Zwiefalten zu tun hatte. Mit Sicherheit war zum Zeitpunkt der Veräusserung bereits die Matrone des Hauses, Gräfin Adelheit (geborene von Dillingen), vermutlich bereits seit 1111 im Kloster. Ihr folgten in den 1120er Jahren die Enkelin Adelheid, Graf Ulrichs II. Tochter, in jungem Alter. Wann ihre Schwester Bertha ins Kloster folgte, ist unklar. Die Brüder Ulrich II. und Adalbert II. traten, wie das Gros ihrer Standesgenossen, gegen Ende ihres Lebens ins Kloster ein. Graf Ulrich II. tat dies wohl um 1150; Adalbert II war schon vor oder um 1138 im Kloster Zwiefalten. Auch Adalberts Frau Adelheid und seine gleichnamige Tochter waren zu unbekanntem Zeitpunkt ins Kloster eingetreten.
Aus einer detaillierten Analyse der Dokumente (besonders der Interpunktion) leitet die Historikerin Annemarie Schwarzenbach ab, dass Ulrich I. und Adalbert I. von Gamertingen vorübergehend oder dauernd Wohnsitz in Zuoz hatten.
Im Jahr 1138 erlangten die Staufer und nicht die Welfen die deutsche Königskrone. Es gab also im Jahr nach der Veräusserung der Gamertinger Besitztümer im Oberengadin einen epochalen Herrscherwechsel. Der Staufer König Konrad III. gab früh zu erkennen, dass er erheblichen Einfluss auf die Verhältnisse in Rätien zu nehmen gedachte, da er die Verfügung über die Pässe Albula, Julier, Bernina und Maloja erlangte. Damit erscheint die Möglichkeit, dass der Verkauf der Engadiner Güter durch die Grafen von Gamertingen nicht allein familiengeschichtlich motiviert war, sondern möglicherweise Teil einer politischen Rochade im Zusammenhang mit dem Machtwechsel von 1138 war. Es ist denkbar, dass Konrad I. (Zähringen), der von Beginn an zu den Stützen des staufischen Königs zählte, seinen Schwägern Ulrich II. und Adalbert II. von Gamertingen zu deren Rückzug aus Rätien zugunsten des Bischofs von Chur riet.